# Bluesway Records
La Bluesway Records è stata un'etichetta discografica statunitense, fondata da Bob Thiele nel 1966 come sussidiaria della ABC Records.
L'etichetta fu creata principalmente per distribuire le pubblicazioni blues della casa madre, l'ABC. Tra gli artisti che firmarono un contratto discografico vi sono John Lee Hooker, Jimmy Reed, Jimmy Rushing, Otis Spann e T-Bone Walker.
Nel 1969 la Bluesway pubblicò Live and Well e Completely Well di B. B. King, contenente la hit The Thrill Is Gone. Nello stesso anno è stato pubblicato Yer' Album, il primo album in studio dei James Gang.
Cessata l'attività nel 1970, John Lee Hooker, B.B. King e James Gang passarono all'etichetta principale ABC Records. La stampa di alcuni dischi fu ripresa per un breve periodo tra il 1973 e il 1974, tuttavia nel 1978 gli artisti sotto contratto vennero acquisiti dalla MCA Records.